# Зыцово
Зыцово — деревня в Шекснинском районе Вологодской области на реке Кольдюга.
Входит в состав сельского поселения Домшинского, с точки зрения административно-территориального деления — в Домшинский сельсовет.
Расстояние по автодороге до районного центра Шексны — 83,5 км, до центра муниципального образования Нестерово — 8,5 км. Ближайшие населённые пункты — Точка, Городское, Папушино.
По переписи 2002 года население — 16 человек.